# Apeadeiro de Campo
O Apeadeiro de Campo foi uma gare da Linha do Linha do Vouga, que servia a localidade de Campo, no concelho de Viseu, em Portugal.

## História

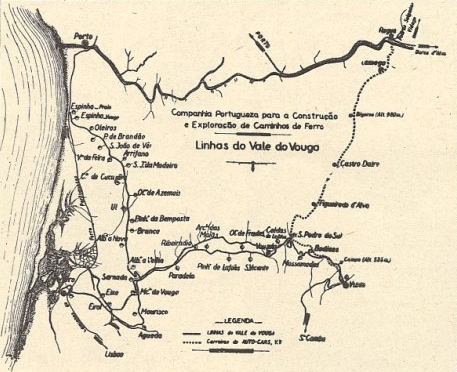
Mapa da Rede do Vouga, onde está assinalado o Apeadeiro de Campo.

Esta interface situa-se no lanço da Linha do Vouga entre Bodiosa e Viseu, que foi inaugurado em 5 de Setembro de 1913, pela Compagnie Française pour la Construction et Exploitation des Chemins de Fer à l'Étranger.
Um diploma publicado no Diário do Governo de 21 de Maio de 1941 aprovou uma proposta de aviso ao público, segundo a qual o apeadeiro de Campo passou a desempenhar serviços de mercadorias em regime de vagão completo. Em 1 de Janeiro de 1947, a exploração da Linha do Vouga passou a ser feita pela Companhia dos Caminhos de Ferro Portugueses.
O lanço entre Sernada do Vouga e Viseu foi encerrado em 2 de Janeiro de 1990, como parte de um plano de reestruturação da operadora Caminhos de Ferro Portugueses.

## Leitura recomendada
- SILVA, José Ribeiro da; Ribeiro, Manuel (2007). Os Comboios em Portugal. Ano III 1.ª ed. Lisboa: Terramar - Editores, Distribuidores e Livreiros, Lda. 203 páginas. ISBN 978-972-710-408-6